# Medford, Wisconsin
Medford är administrativ huvudort i Taylor County i Wisconsin i USA. Vid 2010 års folkräkning hade Medford 4 326 invånare.